# Natmand
Natmanden var bøddelens hjælper og den, der tømte lokumsspandene i byen om natten, deraf navnet.

## Arbejdsopgaver
Ligesom natmanden tømte latriner og gik skarpretteren til hånde, når det trængtes, blev han senere sat til at rense gader for affald, og uvanen med at kaste sit affald ud på gaden blev gradvis ændret til, at man afleverede det til en vogn, der i dagtimerne blev trukket rundt. Vognens komme blev markeret ved, at kusken svingede med en skralde, så man kunne høre ham. Heraf navnet skraldemand, og ordet "skrald" om affald. 
Natmændene slagtede også heste, flåede huden af kreaturer og begravede selvdøde dyr. De udførte yderst vigtige samfundsopgaver, men samfundets foragt for dette arbejde blev overført på udøverne. De blev derved "uærlige", så respekterede borgere kunne ikke pleje omgang med dem. Natmændene og deres familier var henvist til at omgås hinanden, straffedømte personer og samfundets øvrige bundfald. Selv den fysiske berøring af en natmand blev anset som en smitte af onde kræfter. 

## "Det store natmandskomplot"
Tyge Krogh har skrevet en bog om "Det store natmandskomplot", hvor fundet af en død bonde i Kalundborg Fjord i 1734 udviklede sig til periodens største retssag i Danmark, og et opgør med natmændene fra hele Sjælland.  Natmænd, deres kvinder og folk med tilknytning til natmandsmiljøet kunne være anklaget for mord, incest og forbandelser, men blev hovedsageligt dømt for omfattende tyveri og hæleri. Tre personer blev dømt til døden ved hængning i galgen udenfor Kalundborg, hvor de også blev hængende, til de faldt ned af sig selv. 